# 크로이츠 혜성군
크로이츠 혜성군(Kreutz-)은 근일점을 통과할 때에 태양에 아주 가까이 접근하는 혜성의 집단을 말한다. 원래 하나의 큰 혜성이었으나 여러 혜성으로 쪼개졌다고 믿어진다. 이들이 서로 관련이 있다는 것을 보인 독일의 천문학자 하인리히 크로이츠의 이름에서 왔다.
크로이츠 군의 여러 혜성은 대낮에 태양 부근에서도 맨눈으로 관측할 수 있을만큼 밝은 대혜성이 되었다. 그 중 가장 최근의 것은 1965년에 찾아온 이케야-세키 혜성으로 지난 1천 년간 가장 밝은 혜성에 속한다.
크로이츠 군에 속하는 수백 개의 작은 혜성이 소호 태양 관측 위성을 통해 발견되었다. 이 중에는 지름 수 미터에 불과한 작은 것들도 있다. 이들은 모두 근일점을 지나면서 소멸되었다.

## 발견 및 관측의 역사

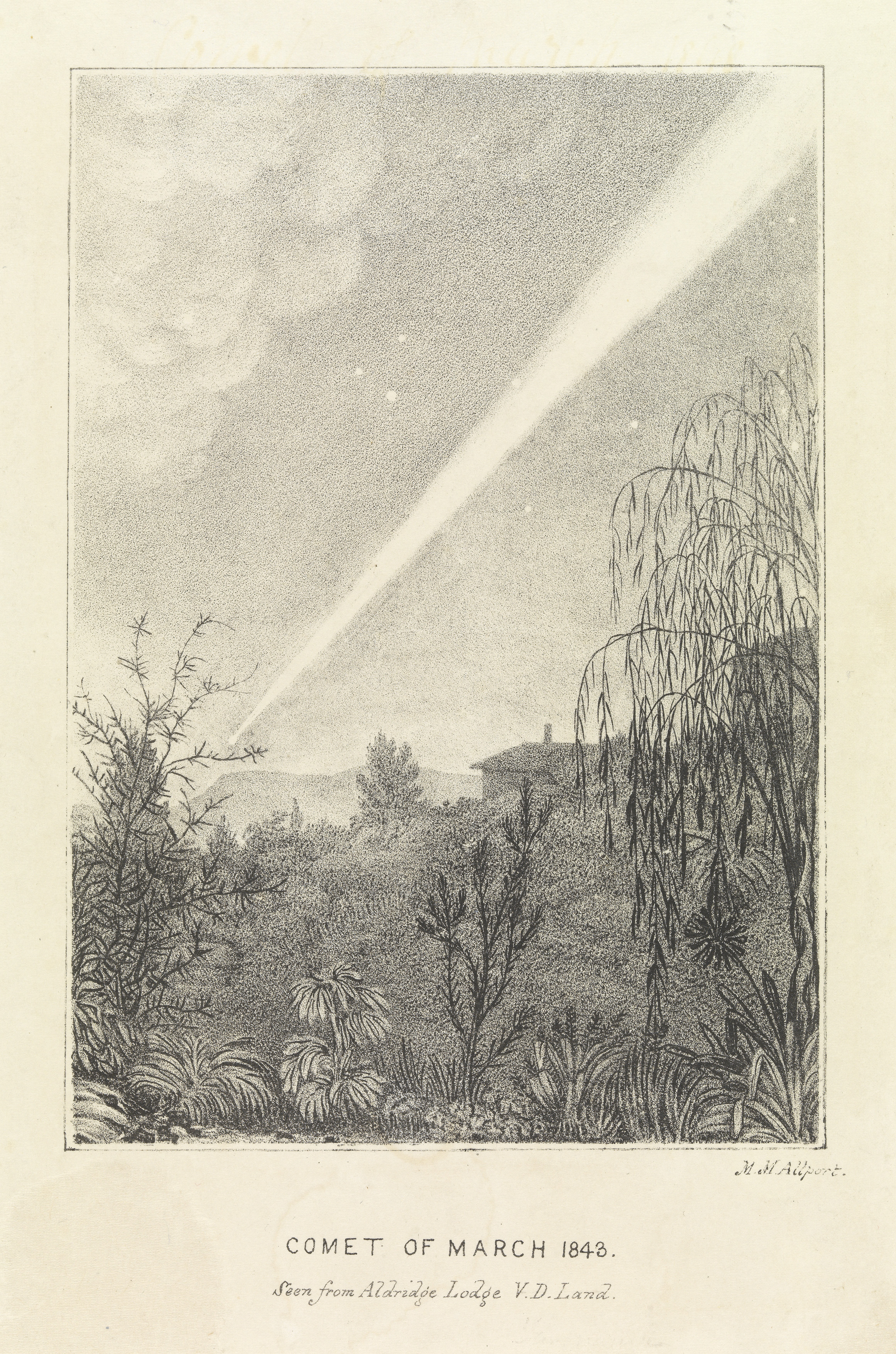
크로이츠 혜성인 1843년 대혜성의 그림, 태즈메이니아에서 본 광경을 그렸다.

태양에 매우 가깝게 접근한 것이 밝혀진 첫 혜성은 1680년 대혜성이었다. 이 혜성은 태양 표면으로부터 200,000 km(0.0013AU)를 지났다. 이는 지구와 달의 거리의 절반, 태양 직경의 0.3배에 불과하다. 이 위치에서 태양은 80°의 크기가 되며, 지구에서 보이는 크기의 27,000배에 해당된다.
에드먼드 핼리를 포함한 당시의 사람들은 이 혜성이 1106년에 태양 가까이에서 보였던 매우 밝은 혜성이 되돌아온 것으로 추측하였다.
163년 후에 1843년 대혜성이 나타났고, 다시 태양에 매우 근접하였다.
수백 년의 주기를 갖고 있음에도 어떤 천문학자는 이 혜성이 1680년의 대혜성이 돌아온 것이 아닌지 의심했다.
1880년에도 밝은 혜성이 1843년과 거의 같은 궤도를 지나갔으며, 1882년 대혜성도 그러했다.
일부 천문학자들은 이들이 하나의 혜성이었다는 설을 주장하였다. 그 공전주기는 근일점을 통과할 때마다 줄어들었으며, 태양을 둘러싸고 있는 고밀도의 어떤 물질에 의해 속도가 줄어들고 있다는 것이다.
또 다른 설은, 이러한 혜성들이 모두 오래전에 태양에 가까이 접근했던 혜성의 조각이라는 것이다. 1880년에 처음 제안된 이 가설의 개연성은 1882년의 대혜성이 근일점 통과시 깨어져서 여러 조각으로 나뉘는 과정을 상세히 설명하였다.
1888년, 하인리히 크로이츠는 1843년, 1880년, 1882년의 혜성들이 거대 혜성의 조각들이었고, 이들이 여러 개의 주기로 나뉘었을 수도 있다고 주장하는 논문을 출간하였다. 1680년의 혜성은 이 혜성군에 포함되지 않은 것으로 밝혀졌다.
1887년에 또 하나의 크로이츠 혜성군이 나타난 후, 1945년 전까지 다음 혜성이 나타나지 않았다. 1960년대에는 두 혜성이 나타났는데, 1963년의 프레야 혜성과 1965년 매우 밝게 빛나다가 근일점 통과 후 세 조각으로 나뉜 이케야-세키 혜성이다.
두 혜성의 잇단 등장으로 이 혜성군의 역학에 대한 이후의 활발한 연구가 촉진되었다.

## 참고 문헌
- Bailey M.E., Emel'yanenko V.V., Hahn G., Harris N.W., Hughes K.A., Muinonen K. (1996), 《Orbital evolution of Comet 1995 O1 Hale-Bopp》, Monthly Notices of the Royal Astronomical Society, Volume 281, p. 916–924.
- Bailey M.E., Chambers J.E., Hahn G. (1992), 《Origin of sungrazers - A frequent cometary end-state》, Astronomy and Astrophysics, v. 257, p. 315–322.
- Kreutz, H.C.F. (1888), 《Untersuchungen über das cometensystem 1843 I, 1880 I und 1882 II》, Kiel, Druck von C. Schaidt, C. F. Mohr nachfl., 1888
- Marsden B.G. (1967), 《The sungrazing comet group》, Astronomical Journal, v. 72, p. 1170
- Marsden B.G. (1989), 《The sungrazing comet group. II》, Astronomical Journal, v. 98, p. 2306
- Marsden B.G. (1989), 《The Sungrazing Comets Revisited》, Asteroids, comets, meteors III, Proceedings of meeting (AMC 89), Uppsala: Universitet, 1990, eds C.I. Lagerkvist, H. Rickman, B.A. Lindblad., p. 393
- Sekanina, Zdenek (2001), 《Kreutz sungrazers: the ultimate case of cometary fragmentation and disintegration?》, Publications of the Astronomical Institute of the Academy of Sciences of the Czech Republic, No. 89, p. 78–93
- Guerrit L. Verschuur, 백상현 옮김,《대충돌(Impact) – The threat of Comets and Astroids》, 영림 카디널, 2004